# ایالت‌های چین باستان

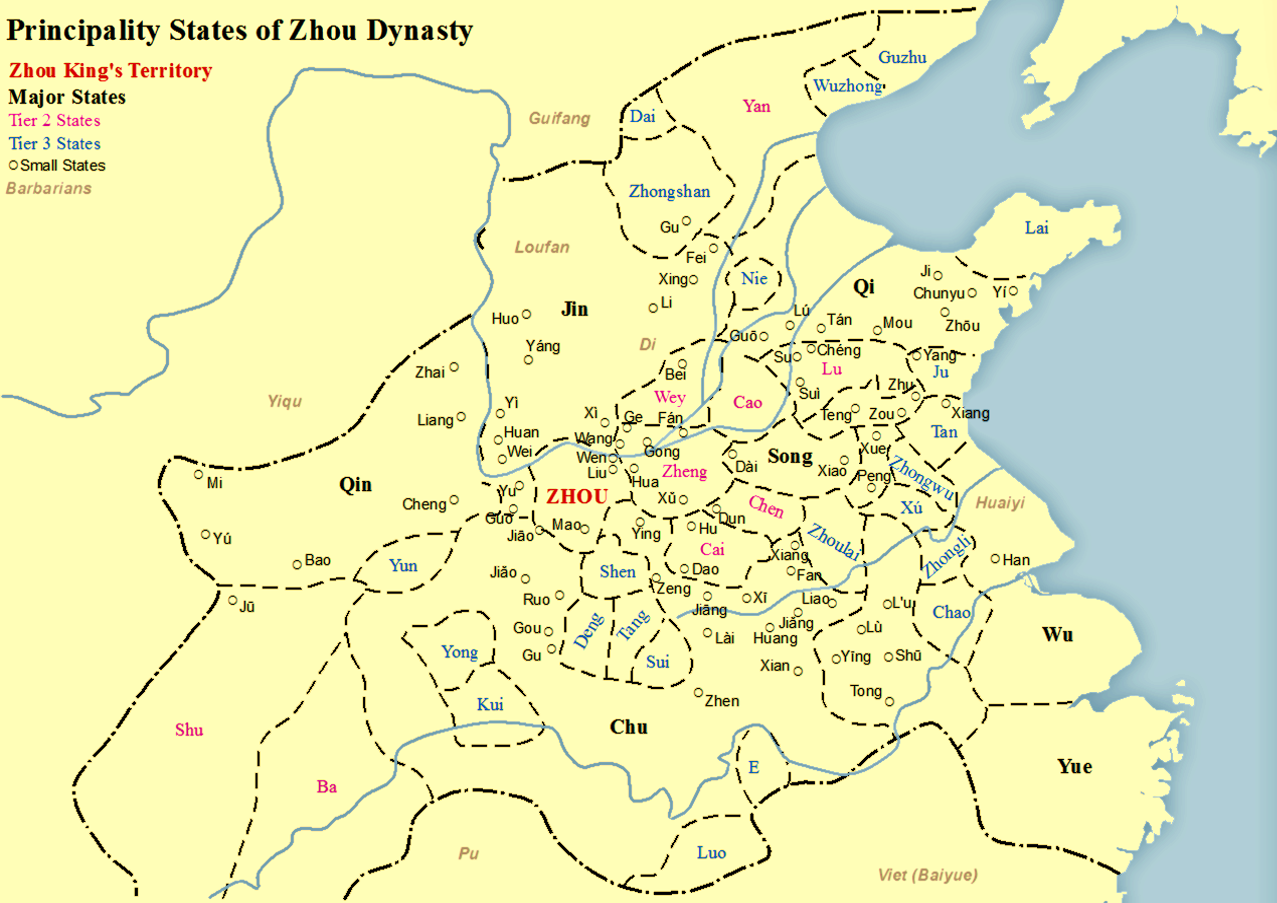
نقشه ایالت‌های اصلی دودمان ژو را نشان می‌دهد

ایالت‌های چین باستان (انگلیسی: Ancient Chinese states) شوکو (諸侯國)، حکومت‌های سلسله‌ای چین در داخل و خارج از حوزه فرهنگی دودمان ژو، پیش از جنگ‌های یکپارچگی چین بودند.
در سیستم فئودالی چین باستان، اصطلاح شوکو به اشرافی اطلاق می‌شود که امپراتور به آنها سرزمینی داده و بر آن قلمرو حکومت می‌کند. در سیستم فئودالی اروپای قرون وسطی، این اصطلاح می‌تواند به اشرافی نیز اشاره کند که پادشاه یا امپراتور به آنها سرزمینی داده و حق حکومت بر آن را داشتند. در ژاپن، این اصطلاح گاهی مترادف با دایمیو استفاده می‌شود.

## شوکو در ژاپن، اربابان فئودال ژاپنی
شوکو (به ژاپنی: 諸侯 しょこう)، در ژاپن، اربابان فئودالی یا دایمیوهایی که در دوره ادو بر سرزمین‌هایی که توسط شوگون به آنها داده شده بود، حکومت می‌کردند، به قیاس با چین باستان، از نظر آکادمیک اربابان فئودال («دایمیو شوکو») نامیده می‌شدند و سرزمین‌های آنها هان نامیده می‌شد.
در ۱۷ ژوئن ۱۸۶۹ (دوره میجی ۲)، دولت جدید میجی بازگشت زمین و مردم به امپراتور را انجام داد و اربابان قلمروهای سابق، سرزمین‌ها و شهروندان خود را پس دادند و به فرمانداران تبدیل شدند. در همان زمان، دولت جدید اصطلاحات کوگیو و شوکو دایمیو را لغو کرد و سیستم اشرافیت را معرفی کرد که در آن ۲۸۵ ارباب فئودال به عنوان اشرافیت شناخته می‌شدند. خانواده‌هایی که از کوگیو به کازوکو ارتقا می‌یافتند، عموماً «کوگه کازوکو» نامیده می‌شوند، در حالی که خانواده‌هایی که از اربابان فئودال به کازوکو ارتقا می‌یافتند، «سامورایی کازوکو» نامیده می‌شوند.